# Bernardino Lopez de Carvajal
Bernardino López de Carvajal (ur. 8 września 1456 w Plasencii, zm. 16 grudnia 1523 w Rzymie) – hiszpański duchowny, kardynał.

## Życiorys
Studiował teologię na uniwersytecie w Salamance od 1466, uzyskując tytuł magistra 21 grudnia 1480. Rektor uniwersytetu 1481. Studiował także w Plasencia i we Włoszech. Od 1482 przebywał w Rzymie. Papież Innocenty VIII mianował go protonotariuszem apostolskim. Wygłaszał kazanie do kardynałów De eligendo Summo Pontifice na konklawe 1484 i konklawe 1492. Biskup Astorga (1488-89), Badajoz (1489-93) i Cartagena (1493-95). Konsekrowany na biskupa 21 grudnia 1488 przez kardynała Jean Balue. Był ambasadorem hiszpańskiej pary królewskiej Izabeli i Ferdynanda w Rzymie. Miał duży wpływ na wydanie korzystnych dla Hiszpanii trzech bull w sprawie podziału ziem odkrytych przez Kolumba między Hiszpanie i Portugalię. W nagrodę za to Ferdynand II Katolicki rekomendował go papieżowi do nominacji kardynalskiej.
Na konsystorzu 20 września 1493 papież Aleksander VI mianował go kardynałem prezbiterem i gubernatorem Kampanii. Kilkakrotnie służył jako legat Aleksandra VI wobec króla Sycylii, Ferdynanda, króla Francji, Karola VIII oraz króla Rzymian Maksymiliana. Biskup Siguenzy 1495-1519, administrator Avellino 1503-05. Kamerling Św. Kolegium Kardynałów (styczeń 1498 – styczeń 1499), zreformował ten urząd. Poparł Aleksandra VI, gdy w styczniu 1499 ambasadorowie Hiszpanii i Portugalii zagrozili mu detronizacją. Uczestniczył w obu konklawe w 1503 roku. Tytularny patriarcha Jerozolimy (30 grudnia 1503 – 20 lutego 1523). W styczniu 1504 papież Juliusz II powierzył mu sprawowanie nadzoru nad więzionym w Ostii Cezarem Borgia. Legat a latere w Niemczech 1508-09. 1507 uzyskał promocję do rangi kardynała biskupa diecezji podmiejskich kolejno Albano (1507), Tusculum (1507-08), Palestrina (1508-09) i Sabina (1509-11). Mimo to jego współpraca z Juliuszem II, dawnym antagonistą jego protektora Aleksandra VI, nie układała się dobrze
W 1511 kardynał López de Carvajal stanął na czele kardynalskiej opozycji wobec Juliusza II i przewodniczył schizmatyckiemu soborowi w Pizie. W odpowiedzi papież ekskomunikował go, pozbawił godności kardynalskiej i wszystkich posiadanych beneficjów, oraz zwołał własny sobór. 7 listopada 1511 López de Carvajal został obwołany papieżem przez swoich zwolenników, nie zyskał jednak większego poparcia i musiał uchodzić najpierw do Mediolanu, a potem do Lyonu. Pomimo jego próśb wykluczono go z udziału w konklawe 1513, podobnie jak trzech innych wspierających go kardynałów. Krótko potem został aresztowany we Florencji na rozkaz nowego papieża Leona X. Wraz ze swym zwolennikiem, kardynałem Federico di Sanseverino podpisał dokument potępiający własne działania sprzed 2 lat. Na konsystorzu 27 czerwca 1513 uzyskał papieskie przebaczenie; odzyskał tytuł kardynała biskupa Sabiny, patriarchy jerozolimskiego oraz biskupa Siguenzy, a w krótkim czasie zdołał nawet uzyskać nowe beneficja w Hiszpanii i Cesarstwie. Członek komisji kardynalskiej ds. krucjaty przeciw Turkom (1517). Biskup Plasencia od 1521, administrator diecezji Foligno od września 1522 do lutego 1523. Kardynał biskup Ostia e Velletri i dziekan kolegium kardynalskiego od 24 lipca 1521, przewodniczył Konklawe 1521–1522. Przywitał nowego papieża Adriana VI, gdy ten przybył do Rzymu z Hiszpanii.
W lutym 1523 zrezygnował z części posiadanych beneficjów na rzecz swego bratanka Rodrigo de Carvajal. W kwietniu 1523 wraz z dwoma innymi kardynałami został członkiem komisji mającej przeprowadzić proces kardynała Francesco Soderini (zakończył się jego uniewinnieniem). Przewodniczył konklawe 1523, zmarł miesiąc po jego zakończeniu.